# Verrucaria subfuliginea
Verrucaria subfuliginea är en lavart som beskrevs av Edvard(Edward) August Vainio. Verrucaria subfuliginea ingår i släktet Verrucaria, och familjen Verrucariaceae. Arten är reproducerande i Sverige.